# Barr and Stroud

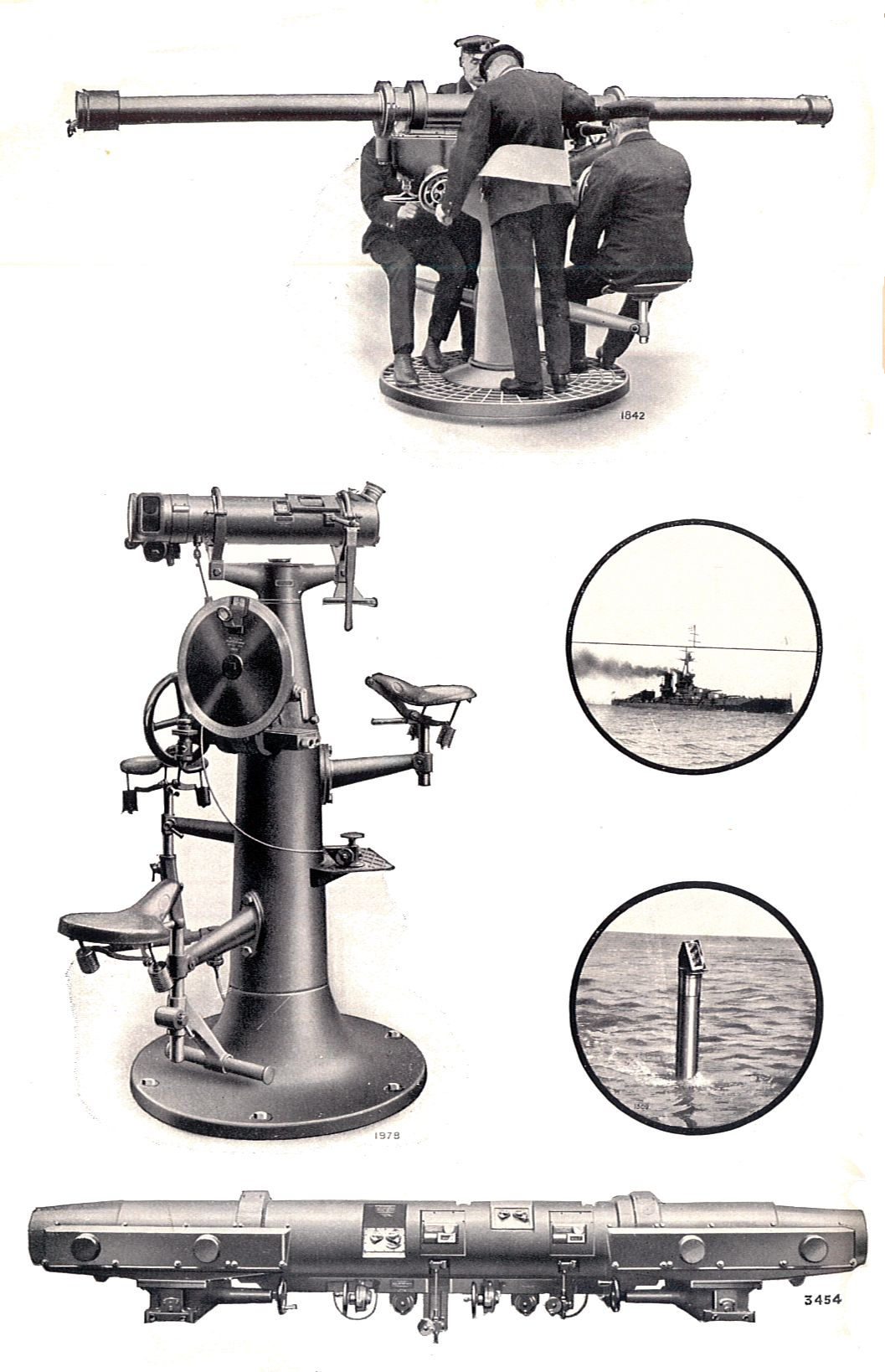
Marine-Entfernungsmesser, 1936

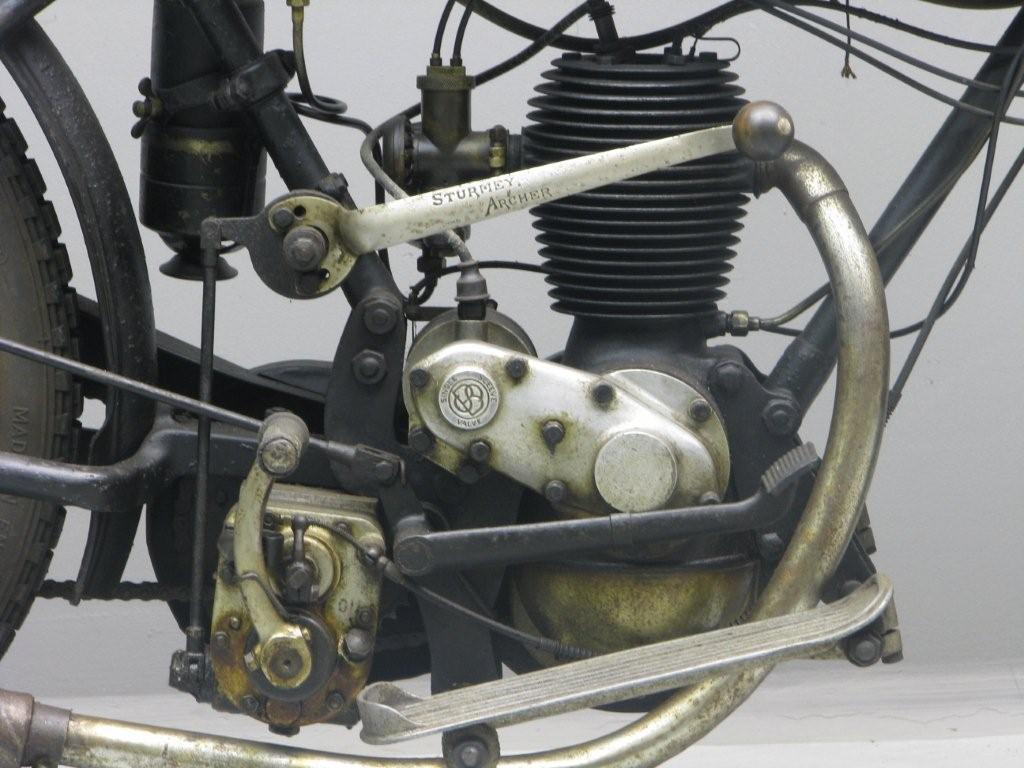
350-cm³-Schiebermotor von Barr & Stroud

Barr & Stroud Limited war ein schottischer Optikhersteller. Das Unternehmen wurde 1895 von Archibald Barr (1855–1931) und William Stroud (1860–1938) in Glasgow gegründet und stellte militärische sowie zivile optische Geräte her.

## Geschichte
Die beiden Professoren für Maschinenbau Archibald Barr und Physik William Stroud arbeiteten seit dem Jahre 1888 am Yorkshire College auf dem Gebiet der optischen Entfernungsmesser zusammen. Sie konstruierten auf eine Ausschreibung in der Zeitung Engineering hin einen Entfernungsmesser für die Infanterie, der jedoch nicht angenommen wurde. Im Jahre 1891 wurden sie von der britischen Admiralität aufgefordert, ein Entfernungsmessgerät für die Royal Navy zu konstruieren und es für Tests zur Verfügung zu stellen. Ein Jahr später wurde der von ihnen konstruierte Entfernungsmesser (NRF № 1 englisch Naval Range Finder № 1) durch die Admiralität übernommen und ein erster Auftrag über sechs Instrumente vergeben. Die optischen Komponenten des NRF1 stellte Adam Hilges in London her und die mechanischen Komponenten kamen von James White aus Glasgow.
Im Jahre 1895 mietete Barr & Stroud's Patents Ltd zunächst eine Werkstatt in Glasgow, um wenig später eine eigene Fertigungsstätte ebenfalls in Glasgow zu beziehen. 1904 hatte die Firma bereits 100 Mitarbeiter und war in eine neuerbaute Fabrik in Anniesland, Glasgow umgezogen. Stroud (1909) und Barr (1913) gaben ihre Universitätskarrieren auf, um sich ganz dem 1913 zu Barr & Stroud Ltd umfirmierten Unternehmen widmen zu können.
Ab 1914 wurde die Produktion der Entfernungsmessgeräte aufgrund der kriegsbedingt starken Nachfrage erweitert. Zusätzlich wurden weitere militärische Geräte wie Tiefensteuerungsgeräte für Torpedos, Periskopentfernungsmesser und Flugzeugrundsichtgeräte entwickelt. Das Unternehmen wuchs auf 500 Mitarbeiter an.
In den Jahren nach dem Ersten Weltkrieg entwickelte Barr & Stroud weitere militärische Geräte und stieg in die Produktion ziviler optischer Geräte ein. 1922 entwickelt die Firma einen Einzylinder-Schiebermotor nach dem System Burt-McCollum. Der Motor wurde in Motorräder, unter anderem von Rex-Acme (1922) und Beardmore Precision (1923), eingebaut. Ein Zweizylinder-V-Motor mit 990 cm³ Hubraum wurde entwickelt und kurzzeitig bei Motorrädern der Marken Grindley Peerless (1924) und Brough Superior eingebaut.
Im Jahre 1977 wurde Barr & Stroud durch die Pilkington Group Limited übernommen, die Barr & Stroud später an Thales verkaufte. Barr & Stroud firmierte nunmehr als Thales Optronics Ltd. und bezog ein neues Werk in Linthouse auf dem Gelände der ehemaligen Werft Alexander Stephen and Sons.
Die Markenrechte an Barr & Stroud wurden von Thales an Optical Distribution Services Ltd. verkauft, die Barr & Stroud 2008 reaktivierte und über die Optical Vision Ltd. Ferngläser aus chinesischer Produktion unter dem Namen Barr & Stroud vertreibt.

## Produkte
- Koinzidenzentfernungsmesser
- Schnittbildentfernungsmesser
- Kehrbildentfernungsmesser
- Periskopentfernungsmesser
- Artillerie-Feuerleitgeräte
- Doppelferngläser
- Teleskope
- Torpedosteuergeräte
- Rundsichtgeräte
- Schiebergesteuerte Verbrennungsmotoren